# ناشبة

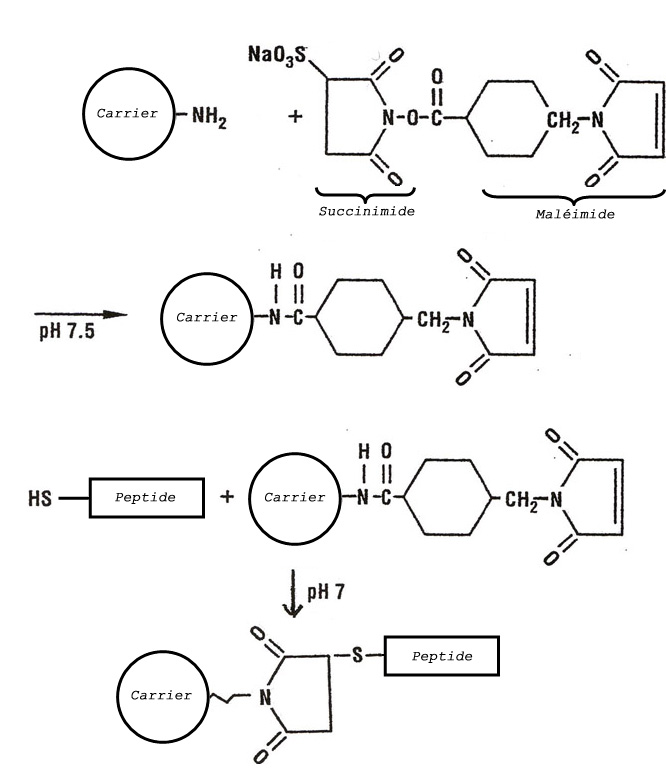

الناشبة أو الهبتين أو هابتن أو أنتجن ناقص (بالإنجليزية: Hapten)‏ هي جزيء صغير يمكن أن يثير استجابة مناعية فقط عند ارتباطه بناقل كبير مثل البروتين؛ وقد يكون الناقل لا يثير أيضا استجابة مناعية بنفسه. (بشكل عام، فقط الجزيئات الكبيرة أو العوامل المعدية، أو المواد الغريبة الغير قابلة للذوبان يمكنها تحفيز الاستجابة المناعية في الجسم.)
متى ما قام الجسم بتصنيع أجسام مضادة لمعقد ناقل الناشبة، فإن جزيء الناشبة الصغير يمكنه الارتباط مع الأجسام المضادة، ولكنه عادةً لا يبدأ الاستجابة المناعية؛ وعادةً فقط معقد ناقل الناشبة يمكنه القيام بذلك. أحيانًا فإن جزيء الناشبة الصغير يمكنه منع الاستجابة المناعية لمعقد ناقل الناشبة وذلك بمنع المعقد من الارتباط مع الأجسام المضادة، وتسمى هذه العملية تثبيط الناشبة.
قد تختلف آليات انعدم الاستجابة المناعية وتشمل آليات مناعية معقدة، لكن يمكن أن تتضمن إشارات تنشيطية مشاركة معدومة أو غير كافية من خلايا عرض المستضد.
برز مفهوم الناشبات من عمل العالم النمساوي كارل لاندشتاينر

الذي كان رائدًا في استخدام الناشبات الاصطناعية لدراسة الظواهر الكيميائية المناعية.

## أمثلة للناشبات
كانت الأنيلين ومشتقاتها الكربوكسيلية، هي الناشبة الأولى التي تم استخدامها.
مثال آخر معروف للناشبات اليوروشيول، وهو السم الموجود في اللبلاب السام. عندما يمتص عن طريق الجلد من نبات اللبلاب السام، تتم لليوروشيول عملية أكسدة في خلايا الجلد لتصنيع ناشبة حقيقية، وهو جزيء تفاعلي يسمى كينون، والذي يتفاعل مع بروتينات الجلد لتشكيل معقدات الناشبة. عادةً، يسبّب التعرض الأولى فقط من التحسس، حيث يكون هناك تكاثر للخلايا التائية المستجيبة. في وقتٍ لاحق، وبعد التعرض الثاني، تستطيع الخلايا التائية المنتشرة أن تصبح نشيطة، وتولد تفاعل مناعي، وتسبب تقرحات نموذجية من التعرّض لللبلاب السام.
يمكن أن تستحث الناشبات بعض أمراض المناعة الذاتية. فعلى سبيل المثال دواء خفض ضغط الدم (الهيدرالازين)، يمكن أن يسبب أحياناً في بعض الأفراد الذئبة الحمامية. وهذا يظهر أيضًا في أن غاز التخدير الهالوثان يمكن أن يسبب التهاب كبد وبائي مهدّد للحياة، كذلك فإن الآلية التي تعمل فيها العقاقير من نوع البنسلين يمكن أن تسبب فقر دم انحلالي بالمناعة الذاتية.
بعض الناشبات الأخرى التي يشيع استخدامها في تطبيقات البيولوجيا الجزيئية، تتضمن فلوروسين، والبيوتين، والديجوكسيجينين، والدينيتروفينول.

## تثبيط الناشبة
تثبيط الناشبة هي عملية تثبيط استجابة النوع الثالث لفرط الحساسية تجاه جزيء، بإدخال جزء صغير منه ليعمل كناشبة. يمكن اعتبار بقية الجزيء كناقل، وكل الجزيء كمعقّد. ترتبط الناشبة مع الأجسام المضادة تجاه هذا الجزيء دون أن تسبب استجابة مناعية، وتترك أجسام مضادة أقل تبقى لترتبط مع الجزيء نفسه. وكمثال لمثبط الناشبة هو ديكستران 1، والذي يعتبر جزء صغير (1 كيلودالتون) من معقد الديكستران الكامل، والتي تكفي لترتبط مع الأجسام المضادة ضد الديكستران، لكنها غير كافية لتشكيل معقدات مناعية واستجابات مناعية.

## وصلات خارجية
- Haptens في المكتبة الوطنية الأمريكية للطب نظام فهرسة المواضيع الطبية (MeSH).